# Регина Тодоренко
Регина Тодоренко (укр. Регіна Тодоренко, рус. Регина Тодоренко; Одеса, 14. јун 1990) је украјинска певачица, водитељка, дизајнерка и композиторка.
Од јануара 2014. године је постала нова телевизијска водитељка пројекта „Орао и Глава”.
Године 2015. је снимила песму и спот за песму Heart's Beating и постала је чланица руске емисије „Глас”. На слепом слушању је извела песму Тине Карол Ноченька. Њен ментор је постала Полина Гагарина.
Године 2015. је покренула сопствену модну линију Generation TR.